# Liste der Schutzgebiete im Kosovo
Die Liste der Schutzgebiete im Kosovo listet alle offiziell ausgewiesenen Schutzgebiete in Natur- und Landschaftsschutz (wie z. B. Naturschutzgebiete, Landschaftsschutzgebiete, Nationalparks etc.) im Kosovo auf (Stand 2016). Die Aufstellung folgt der Liste der staatlichen Umweltschutzbehörde Agjensioni për Mbrojtjen e Mjedisit të Kosovës.
Die elf Naturreservate, zwei Nationalparks, 99 Naturdenkmäler und vier geschützte Landschaften umfassen fast 11 % der Fläche des Kosovo.
| Nummer | Name                                     | Gemeinde / Region              | Fläche (ha) | Jahr der Ausweisung | Kurze Beschreibung des Schutzobjekts |
| ------ | ---------------------------------------- | ------------------------------ | ----------- | ------------------- | --- |
| RN_001 | Kamilja                                  | Leposavić                      | 0228        | 1988                | Naturreservat mit paläontologischen Funden                                                                                              |
| RN_002 | Lëndina e Shenjtë                        | Nationalpark Sharr             | 0017,98     | 2016                | Pflanzenschutzgebiet für eine endemische Art (Bornmullera dieckii)                                                                      |
| RN_003 | Shutman                                  | Nationalpark Sharr             | 5057        | 2016                | |
| RN_004 | Bredhik                                  | Nationalpark Sharr             | 0126,16     | 2016                | Pflanzenschutzgebiet für Bulgarische Tanne und Braunbären                                                                               |
| RN_005 | Pashallare                               | Nationalpark Sharr             | 0400        | 2016                | Pflanzenschutzgebiet und Ökosystem mit Schlangenhaut-Kiefer, Rumelischer Kiefer, Weiß-Tanne, Gemeiner Fichte, Bergkiefer und Krim-Buche |
| RN_006 | Koretnik                                 | Nationalpark Sharr             | 0818        | 2016                | Pflanzenschutzgebiet für Schlangenhaut-Kiefer                                                                                           |
| RN_007 | Gryka                                    | Nationalpark Sharr             | 0103,98     | 2016                | Pflanzenschutzgebiet für Europäische Eibe und Krim-Buche                                                                                |
| RN_008 | Lumbardh                                 | Nationalpark Sharr             | 0304        | 2016                | |
| RN_009 | Lubeten                                  | Nationalpark Sharr             | 0202,16     | 2016                | |
| RN_010 | Koblica                                  | Nationalpark Sharr             | 0199        | 2016                | |
| RN_011 | Dupnica                                  | Nationalpark Sharr             | 0484        | 2016                | |
| RN_012 | Bistra                                   | Nationalpark Sharr             | 0642,12     | 2016                | |
| RN_013 | Bjeshka e Kuzhnjerit / Maja e Ropsit     | Nationalpark Bjeshkët e Nemuna | 1110,57     | 2016                | Pflanzenschutzgebiet mit Bergwald verschiedener Arten sowie Gämsen                                                                      |
| RN_014 | Malet e Prilepit                         | Nationalpark Bjeshkët e Nemuna | 0106,04     | 2016                | Pflanzenschutzgebiet mit Griechischem Ahorn und Rumelischer Kiefer                                                                      |
| RN_015 | Gubavëc                                  | Nationalpark Bjeshkët e Nemuna | 0076,86     | 2016                | Pflanzenschutzgebiet für Balkan-Forsythie                                                                                               |
| RN_016 | Rusenica                                 | Nationalpark Sharr             | 0270        | 2016                | Tierschutzgebiet für Luchse |
| RN_017 | Oshlak                                   | Nationalpark Sharr             | 0550,47     | 2016                | Pflanzenschutzgebiet mit Schlangenhaut-Kiefer und endemischen Pflanzen                                                                  |
| RN_018 | Maja e Arnenit                           | Nationalpark Sharr             | 0145,48     | 2016                | Pflanzenschutzgebiet mit Schlangenhaut-Kiefer                                                                                           |
| RN_008 | Pisha e Madhe (Teil von Koxha Ballkanit) | Nationalpark Sharr             | 0044        | 2016                | Pflanzenschutzgebiet mit Schlangenhaut-Kiefer                                                                                           |

| Nummer | Name                           | Gemeinde                                    | Fläche (ha) | Jahr der Ausweisung | Kurze Beschreibung des Schutzobjekts                             |
| ------ | ------------------------------ | ------------------------------------------- | ----------- | ------------------- | ---------------------------------------------------------------- |
| PK_001 | Nationalpark Sharr             | Prizren, Suhareka, Kaçanik, Štrpce, Dragash | 53.469      | (1986), 2012        | Gebirge mit seltener und endemischer Flora, Vegetation und Fauna |
| PK_002 | Nationalpark Bjeshkët e Nemuna | Peja, Deçan, Istog, Junik, Gjakova          | 62.488      | 2012                | Gebirge mit seltener und endemischer Flora, Vegetation und Fauna |

| Nummer | Name                                                                              | Gemeinde                   | Fläche (ha) | Jahr der Ausweisung | Kurze Beschreibung des Schutzobjekts                                                   |
| ------ | --------------------------------------------------------------------------------- | -------------------------- | ----------- | ------------------- | -------------------------------------------------------------------------------------- |
| MN_001 | Mani Sham (Morus sp.)                                                             | Peja                       | 0000,03     | 1957                | Maulbeerbäume                                                                          |
| MN_002 | Platane von Marash (Platanus orientalis)                                          | Prizren                    | 0000,05     | 1959                | Morgenländische Platane                                                                |
| MN_003 | Espe von Bajçina (Populus tremula)                                                | Podujeva                   | 0000,05     | 1959                | Espe                                                                                   |
| MN_004 | Linde von Isniq (Tilia argentea)                                                  | Deçan                      | 0000,02     | 1968                | Linde                                                                                  |
| MN_005 | Stämme der Linden von Isniq (Tilia argentea)                                      | Deçan                      | 0000,05     | 1968                | Linden                                                                                 |
| MN_006 | Höhle von Gadima                                                                  | Lipjan                     | 0039        | 1969                | Höhle                                                                                  |
| MN_007 | Mineralien und Kristalle                                                          | Mitrovica                  | 0000,05     | 1970                | Geologie und Geomorphologie der Trepča-Mine                                            |
| MN_008 | Lauf des Flusses Mirusha                                                          | Suhareka, Klina, Malisheva | 0012        | 1983                | Flusslandschaft                                                                        |
| MN_009 | Schlucht des Flusses Bistrica                                                     | Prizren                    | 0200        | 1976                | Naturdenkmal mit Wert für die Flusslandschaft, Geomorphologie, Speläologie und Botanik |
| MN_010 | Quelle des Drin und Höhle von Radavac                                             | Peja                       | 0090        | 1983                | Naturdenkmal mit Wert für die Flusslandschaft, Geomorphologie, Speläologie und Botanik |
| MN_011 | Rugova-Schlucht                                                                   | Peja                       | 4301        | 1985                | Naturdenkmal mit Wert für die Flusslandschaft, Geomorphologie, Speläologie und Botanik |
| MN_012 | Mineralquelle in Dresnik                                                          | Klina                      | 0000,07     | 1985                | Quelle                                                                                 |
| MN_013 | Schlucht des Flusses Klina                                                        | Klina                      | 0205        | 1985                | Naturdenkmal mit Wert für die Flusslandschaft, Geomorphologie, Speläologie und Botanik |
| MN_014 | Stämme der Eichen von Lozica (Quercus sp.)                                        | Malisheva                  | 0000,05     | 1985                | Eichen                                                                                 |
| MN_015 | Stamm der Zerreiche von Zllakuçan (Quercus cerris)                                | 000Klina                   | 0000,05     | 1985                | Zerreichen                                                                             |
| MN_016 | Drin-Schlucht und Fshajt-Brücke                                                   | Gjakova, Rahovec           | 0198        | 1986                | Naturdenkmal mit Wert für die Flusslandschaft und Geomorphologie                       |
| MN_017 | Höhle von Baica                                                                   | Drenas                     | 0000,11     | 1987                | Höhle                                                                                  |
| MN_018 | Höhle von Gllanasella                                                             | Drenas                     | 0000,5      | 1987                | Höhle                                                                                  |
| MN_019 | Thermalquelle von Vuqa                                                            | Leposavić                  | 0016,6      | 1988                | Thermalquelle                                                                          |
| MN_020 | Mineralquelle von Sallabaja                                                       | Podujeva                   | 0000,31     | 1988                | Quelle                                                                                 |
| MN_021 | Quelle von Shajkovc                                                               | Podujeva                   | 0001,41     | 1988                | Quelle                                                                                 |
| MN_022 | Stamm der Zerreiche von Pollata (Quercus cerris)                                  | Podujeva                   | 0000,44     | 1988                | Zerreiche                                                                              |
| MN_023 | Stamm der Zerreiche von Dobratin (Quercus cerris)                                 | Podujeva                   | 0000,07     | 1988                | Zerreiche                                                                              |
| MN_024 | Stämme der Stieleichen von Nekovc (Quercus robër)                                 | Drenas                     | 0000,05     | 2006                | Stieleichen                                                                            |
| MN_025 | Stämme der Stieleichen von Negroc (Quercus robër)                                 | Drenas                     | 0000,05     | 2006                | Stieleichen                                                                            |
| MN_026 | Stämme der Ungarischen Eichen von Negroc                                          | Drenas                     | 0000,05     | 2006                | Ungarische Eichen                                                                      |
| MN_027 | Höhle von Kishnareka                                                              | Drenas                     | 0002        | 2006                | Höhle                                                                                  |
| MN_028 | Stamm der Zerreiche von Krajkova (Quercus cerris)                                 | Drenas                     | 0000,05     | 2006                | Zerreiche                                                                              |
| MN_029 | Stein von Gradina in Llapushnik                                                   | Drenas                     | 0002        | 2006                | Fels                                                                                   |
| MN_030 | Mineralquelle von Poklek                                                          | Drenas                     | 0000,05     | 2006                | Quelle                                                                                 |
| MN_031 | Stämme der Eichen von Likoshan (Quercus sp.)                                      | Drenas                     | 0000,05     | 2006                | Eichen                                                                                 |
| MN_032 | Stämme der Eichen von Tërstenik (Quercus sp.)                                     | Drenas                     | 0000,05     | 2006                | Eichen                                                                                 |
| MN_033 | Stamm der Eiche von Likoshan (Quercus sp.)                                        | Drenas                     | 0000,05     | 2006                | Eiche                                                                                  |
| MN_034 | Stein des Alten in Dobroshec                                                      | Drenas                     | 0000,05     | 2006                | Fels                                                                                   |
| MN_035 | Stamm der Flaumeiche von Aqareva (Quercus pubercens Willd.)                       | Skënderaj                  | 0000,05     | 2007                | Flaumeiche                                                                             |
| MN_036 | Stämme der Eichen von Polac (Quercus sp.)                                         | Skënderaj                  | 0000,05     | 2007                | Eichen                                                                                 |
| MN_037 | Stamm der Eiche von Likoc (Quercus sp.)                                           | Skënderaj                  | 0000,05     | 2007                | Eiche                                                                                  |
| MN_038 | Thermalquelle von Banja                                                           | Skënderaj                  | 0000,1      | 2007                | Quelle                                                                                 |
| MN_039 | Stamm der Eiche von Prellovc (Quercus sp.)                                        | Skënderaj                  | 0000,05     | 2007                | Eiche                                                                                  |
| MN_040 | Stämme der Eichen von Rrezalla (Quercus sp.)                                      | Skënderaj                  | 0000,02     | 2007                | Eichen                                                                                 |
| MN_041 | Stämme der Flaumeichen von Klladernica (Quercus pubescens Willd.)                 | Skënderaj                  | 0000,1      | 2007                | Flaumeichen                                                                            |
| MN_042 | Stamm der Zerreiche von Kotorr (Quercus cerris L.)                                | Skënderaj                  | 0000,05     | 2007                | Zerreiche                                                                              |
| MN_043 | Stamm der Zerreiche von Padalishta (Quercus cerris L.)                            | Skënderaj                  | 0000,05     | 2007                | Zerreiche                                                                              |
| MN_044 | Stamm der Flaumeiche von Çitak (Quercus pubescens Willd.)                         | Skënderaj                  | 0000,05     | 2007                | Flaumeiche                                                                             |
| MN_045 | Stamm der Zerreiche von Runik (Quercus cerris L.)                                 | Skënderaj                  | 0000,05     | 2007                | Zerreiche                                                                              |
| MN_046 | Thermalquelle von Leqina                                                          | Skënderaj                  | 0000,05     | 2007                | Thermalquelle                                                                          |
| MN_047 | Stamm der Eiche von Lubovec (Quercus sp.) në Lubovec                              | Skënderaj                  | 0000,05     | 2007                | Eiche                                                                                  |
| MN_048 | Stamm der Stieleiche von Deiq (Quercus robur)                                     | Klina                      | 0000,03     | 2007                | Stieleiche                                                                             |
| MN_049 | Stämme der Stieleichen von Gllareva (Quercus robur)                               | Klina                      | 0000,28     | 2007                | Stieleichen                                                                            |
| MN_050 | Stamm der Zerreiche von Nagllavka (Quercus cerris)                                | Klina                      | 0000,12     | 2007                | Zerreiche                                                                              |
| MN_051 | Mineralquelle von Rudica                                                          | Klina                      | 0000,07     | 2007                | Quelle                                                                                 |
| MN_052 | Stamm der Flaumeiche von Ujëmir (Quercus pubescens)                               | Klina                      | 0000,2      | 2008                | Flaumeiche                                                                             |
| MN_053 | Stämme der Eichen von Breshanc (Quercus sp.)                                      | Suhareka                   | 0000,05     | 2007                | Eichen                                                                                 |
| MN_054 | Stämme der Eichen von Savrova (Quercus sp.)                                       | Suhareka                   | 0000,15     | 2007                | Eichen                                                                                 |
| MN_055 | Stamm der Kiefer von Delloc (Pinus sp.)                                           | Suhareka                   | 0000,05     | 2007                | Kiefer                                                                                 |
| MN_056 | Stämme der Eichen von Grejkoc (Quercus sp.)                                       | Suhareka                   | 0000,15     | 2007                | Eichen                                                                                 |
| MN_057 | Stamm der Papel von Reçan (Populus sp.)                                           | Suhareka                   | 0000,05     | 2007                | Pappeln                                                                                |
| MN_058 | Mineralquelle von Reçan                                                           | Suhareka                   | 0000,1      | 2007                | Quelle                                                                                 |
| MN_059 | Stämme der Eichen von Muhlan (Quercus sp.)                                        | Suhareka                   | 0000,15     | 2007                | Eichen                                                                                 |
| MN_060 | Stamm des Speierlings von Budakova (Sorbus domestica L.)                          | Suhareka                   | 0000,05     | 2007                | Speierling                                                                             |
| MN_061 | Stämme der Eichen von Papaz (Quercus sp.)                                         | Suhareka                   | 0000,15     | 2007                | Eichen                                                                                 |
| MN_062 | Stämme der Eichen von Bllaca (Quercus sp.)                                        | Suhareka                   | 0000,1      | 2007                | Eichen                                                                                 |
| MN_063 | Stamm der Eiche von Vraniq (Quercus sp.)                                          | Suhareka                   | 0000,05     | 2007                | Eiche                                                                                  |
| MN_064 | Ort der Mazedonischen Eiche von Biraqa (Quercus trojana)                          | Suhareka                   | 0000,1      | 2007                | Mazedonische Eiche                                                                     |
| MN_065 | Stämme der Eichen von Luzhnica (Quercus sp.)                                      | Suhareka                   | 0000,15     | 2007                | Eichen                                                                                 |
| MN_066 | Stein der Moschee in Luzhnica                                                     | Suhareka                   | 0000,15     | 2007                | Fels                                                                                   |
| MN_067 | Zwei Stämme der Schwarzen Maulbeerbäume von Cerrca (Morus nigra L.)               | Istog                      | 0000,11     | 2008                | Schwarze Maulbeere                                                                     |
| MN_068 | Stamm der Silber-Linde von Lubozhda (Tilia tomentosa Moench)                      | Istog                      | 0000,1      | 2008                | Silber-Linde                                                                           |
| MN_069 | Stamm der Rot-Linde von Istog i Poshtëm (Tilia sp.)                               | Istog                      | 0000,05     | 2008                | Linde                                                                                  |
| MN_070 | Stämme der Flaumeichen von Sinaj (Quercus pubescens Willd)                        | Istog                      | 0000,17     | 2008                | Flaumeichen                                                                            |
| MN_071 | Stamm der Silber-Linde von Shushica e Epërme (Tilia tomentosa Moench.)            | Istog                      | 0000,05     | 2008                | Silber-Linde                                                                           |
| MN_072 | Quelle von Istog                                                                  | Istog                      | 0003,88     | 2008                | Quelle                                                                                 |
| MN_073 | Stamm des Speierlings von Uça (Sorbus domestica L.)                               | Istog                      | 0000,07     | 2008                | Speierling                                                                             |
| MN_074 | Stamm der Silber-Linde von Kaliqan (Tilia tomentosa Moench)                       | Istog                      | 0000,05     | 2008                | Kaliqan                                                                                |
| MN_075 | Thermalquelle von Banja                                                           | Istog                      | 0000,85     | 2008                | Quelle                                                                                 |
| MN_076 | Stamm der Rot-Linde von Lubova (Tilia sp.)                                        | Istog                      | 0000,07     | 2008                | Linde                                                                                  |
| MN_077 | Stamm der Stieleiche von Zaliq-Zabllaq (Quercus robur L.)                         | Istog                      | 0000,11     | 2008                | Stieleiche                                                                             |
| MN_078 | Stamm der Stieleiche von Trubuhovc (Quercus robur L.)                             | Istog                      | 0000,07     | 2008                | Stieleiche                                                                             |
| MN_079 | Stamm der Stieleiche von Saradran (Quercus robur L.)                              | Istog                      | 0000,05     | 2008                | Stieleiche                                                                             |
| MN_080 | Stamm der Stieleiche von Gurrakoc (Quercus robur)                                 | Istog                      | 0000,01     | 2008                | Stieleiche                                                                             |
| MN_081 | Quelle von Vrella                                                                 | Istog                      | 0000,26     | 2008                | Quelle                                                                                 |
| MN_082 | Mirusha                                                                           | Malisheva, Klina, Rahovec  | 0598,4      | 2012                | Schlucht mit aufeinanderfolgenden Wasserfällen und Flusslandschaft                     |
| MN_083 | Stamm der Zerreiche von Lladrovc (Quercus ceris)                                  | Malisheva                  | 0000,08     | 2014                | Zerreiche                                                                              |
| MN_084 | Höhle von Temeqina                                                                | Malisheva                  | 0000,69     | 2014                | Höhle                                                                                  |
| MN_085 | Stamm der Zerreiche von Carravrana (Quercus ceris)                                | Malisheva                  | 0000,08     | 2014                | Zerreiche                                                                              |
| MN_086 | Stamm der Flaumeiche von Llozica (Quercus pubescens Willd)                        | Malisheva                  | 0000,08     | 2014                | Flaumeiche                                                                             |
| MN_087 | Stamm der Flaumeiche von Llozica (Quercus pubescens Willd)                        | Malisheva                  | 0000,07     | 2014                | Flaumeiche                                                                             |
| MN_088 | Höhle von Bozhur in Damanek                                                       | Malisheva                  | 0002        | 2014                | Höhle                                                                                  |
| MN_089 | Höhle von Lladroviq                                                               | Malisheva                  | 0002        | 2014                | Höhle                                                                                  |
| MN_090 | Stamm der Flaumeiche von Guriq (Quercus pubescens Willd)                          | Malisheva                  | 0000,05     | 2014                | Flaumeiche                                                                             |
| MN_091 | Stamm der Zerreiche von Drenovc (Quercus ceris)                                   | Malisheva                  | 0001,25     | 2014                | Zerreiche                                                                              |
| MN_092 | Stamm der Zerreiche von Bubël (Quercus ceris)                                     | Malisheva                  | 0000,08     | 2014                | Zerreiche                                                                              |
| MN_093 | Stamm der Zerreiche von Bubël (Quercus ceris)                                     | Malisheva                  | 0000,08     | 2014                | Zerreiche                                                                              |
| MN_094 | Stamm der Zerreiche von Bellanic (Quercus ceris)                                  | Malisheva                  | 0000,08     | 2014                | Zerreiche                                                                              |
| MN_095 | Stamm der Quirl-Esche von Javiq (Fraxinus angustifolia)                           | Malisheva                  | 0000,08     | 2014                | Quirl-Esche                                                                            |
| MN_096 | Vakëf von Vermica                                                                 | Malisheva                  | 0000,7      | 2014                | Wald                                                                                   |
| MN_097 | Wäldchen und Quelle in Javiq                                                      | Malisheva                  | 0000,51     | 2014                | Wald                                                                                   |
| MN_098 | Quelle in Carravrana                                                              | Malisheva                  | 0009,76     | 2014                | Quelle                                                                                 |
| MN_099 | Höhle von Ponorc                                                                  | Malisheva                  | 0279        | 2014                | Höhle                                                                                  |
| MN_100 | Bifurkation der Nerodimka                                                         | Ferizaj                    | 0015        | 2015                | Flussverzweigung                                                                       |
| MN_101 | Höhle von Shullanit in Sllatina                                                   | Kaçanik                    | 0001        | 2015                | Höhle                                                                                  |
| MN_102 | Schlucht am Abhang von Qenara in Glloboqica                                       | Kaçanik                    | 0001        | 2015                |                                                                                        |
| MN_103 | Stamm der Zerreiche in Kaçanik i Vjetër                                           | Kaçanik                    | 0000,05     | 2015                | Zerreiche                                                                              |
| MN_104 | Langer Stein in Stagova                                                           | Kaçanik                    | 0001        | 2015                | Fels                                                                                   |
| MN_105 | Schwarzer Stein in Llanishta                                                      | Kaçanik                    | 0000,2      | 2015                | Fels                                                                                   |
| MN_106 | Stämme der Zerreichen in Kaçanik i Vjetër                                         | Kaçanik                    | 0000,05     | 2015                | Zerreichen                                                                             |
| MN_107 | Stamm der Zerreiche in Kovaqec                                                    | Kaçanik                    | 0000,05     | 2015                | Zerreiche                                                                              |
| MN_108 | Stämme der Traubeneichen in Bob                                                   | Kaçanik                    | 0000,05     | 2015                | Traubeneiche                                                                           |
| MN_109 | Eichenstämme in Runjev                                                            | Kaçanik                    | 0000,05     | 2015                | Eiche                                                                                  |
| MN_110 | Weidenstamm in Kaçanik                                                            | Kaçanik                    | 0000,05     | 2015                | Weide                                                                                  |
| MN_111 | Eichenstämme in Ivaja                                                             | Kaçanik                    | 0000,05     | 2015                | Eiche                                                                                  |
| MN_112 | Stamm der Zerreiche in Kotlina                                                    | Kaçanik                    | 0000,05     | 2015                | Zerreiche                                                                              |
| MN_113 | Schwarze Quelle in Petrova                                                        | Shtime                     | 0002        | 2015                | Quelle                                                                                 |
| MN_114 | Höhle von Imer Devetak in Devatak                                                 | Shtime                     | 0002        | 2015                | Höhle                                                                                  |
| MN_115 | Eichenstämme in Mollapolc                                                         | Shtime                     | 0000,05     | 2015                | Eichen                                                                                 |
| MN_116 | Eiche von Sahit in Godanc i Epërm                                                 | Shtime                     | 0000,05     | 2015                | Eiche                                                                                  |
| MN_117 | Eiche von Alush in Rashinca                                                       | Shtime                     | 0000,05     | 2015                | Eiche                                                                                  |
| MN_118 | Höhle von Pjetershtica                                                            | Shtime                     | 0000,05     | 2015                | Höhle                                                                                  |
| MN_119 | Binjak-Eichen in Gadanc i Epërm                                                   | Shtime                     | 0000,05     | 2015                | Eichen                                                                                 |
| MN_120 | Kastanienbäume von Shtime                                                         | Shtime                     | 0000,05     | 2015                | Kastanien                                                                              |
| MN_121 | Höhle von Devetak und Quelle                                                      | Shtime                     | 0002        | 2015                | Höhle und Quelle                                                                       |
| MN_12  | Stamm der Ungarischen Eiche (Quercus frainetto) in Dyz                            | Podujeva                   | 0000,05     | 2015                | Ungarische Eiche                                                                       |
| MN_123 | Eichenstämme (Quercus sp.) in Llapashtica e Epërme                                | Podujeva                   | 0000,1      | 2015                | Eichen                                                                                 |
| MN_124 | Eichenstamm (Quercus sp.) in Llapashtica e Epërme                                 | Podujeva                   | 0000,05     | 2015                | Eiche                                                                                  |
| MN_125 | Quelle und Buchenstamm in Dobratin                                                | Podujeva                   | 0000,1      | 2015                | Buche und Quelle                                                                       |
| MN_126 | Stamm der Espe (Populus tremula) in Murgulla                                      | Podujeva                   | 0000,05     | 2015                | Espe                                                                                   |
| MN_127 | Stamm der Espe (Populus tremula) in Gerdoc                                        | Podujeva                   | 0000,05     | 2015                | Espe                                                                                   |
| MN_128 | Stamm der Espe (Populus tremula) in Orllan                                        | Podujeva                   | 0000,05     | 2015                | Espe                                                                                   |
| MN_129 | Stämme der Ungarischen Eichen (Quercues frainetto) in Zhilivoda                   | Vushtrria                  | 0000,1      | 2016                | Ungarische Eichen                                                                      |
| MN_130 | Eichenstämme in Druar                                                             | Vushtrria                  | 0000,1      | 2016                | Eichen                                                                                 |
| MN_131 | Eichenstämme (Quercus sp.) in Galica                                              | Vushtrria                  | 0000,15     | 2016                | Eichen                                                                                 |
| MN_132 | Stamm der Traubeneiche (Quercus petraea) in Shitarica                             | Vushtrria                  | 0000,05     | 2016                | Traubeneiche                                                                           |
| MN_133 | Stamm der Stieleiche (Quercus robur) in Dumnica e Llugës                          | Vushtrria                  | 0000,05     | 2016                | Stieleiche                                                                             |
| MN_134 | Thermalquelle in Gjelbishta                                                       | Vushtrria                  | 0000,1      | 2016                | Thermalquelle                                                                          |
| MN_135 | Stamm der Zerreiche (Quercus cerris) in Ceceli                                    | Vushtrria                  | 0000,5      | 2016                | Zerreiche                                                                              |
| MN_136 | Stamm der Esche (Fraxinus excelsior) in Kaznik                                    | Rahovec                    | 0000,8      | 2016                | Gemeine Esche                                                                          |
| MN_137 | Stamm der Ungarischen Eiche (Quercues frainetto) in Kaznik                        | Rahovec                    | 0000,35     | 2016                | Ungarische Eiche                                                                       |
| MN_138 | Eichenstämme (Quercus sp.) in Dobido                                              | Rahovec                    | 0000,13     | 2016                | Eichen                                                                                 |
| MN_139 | Stamm der Ungarischen Eiche (Quercues frainetto) im Stadtteil Berishas, Drenoc    | Rahovec                    | 0000,4      | 2016                | Ungarische Eiche                                                                       |
| MN_140 | Stamm der Ungarischen Eiche (Quercues frainetto) im Stadtteil Mehovca, Drenoc     | Rahovec                    | 0000,4      | 2016                | Ungarische Eiche                                                                       |
| MN_141 | Stamm der Traubeneiche (Quercus petraea) in Nagavc                                | Rahovec                    | 0000,5      | 2016                | Traubeneiche                                                                           |
| MN_142 | Stamm der Zerreiche (Quercus cerris) und Stamm der Ulme (Ulmus minor) in Bratotin | Rahovec                    | 0000,05     | 2016                | Zerreiche, Feldulme                                                                    |
| MN_143 | Stamm der Ungarischen Eiche (Quercues frainetto) in Bratotin                      | Rahovec                    | 0000,4      | 2016                | Ungarische Eiche                                                                       |
| MN_144 | Höhle von Bali Aga in Zatriq                                                      | Rahovec                    | 0001        | 2016                | Höhle                                                                                  |
| MN_145 | Höhle von Peshterrit in Zatriq                                                    | Rahovec                    | 0000,7      | 2016                | Höhle                                                                                  |

| Nummer | Name                                | Gemeinde         | Fläche (ha) | Jahr der Ausweisung | Kurze Beschreibung des Schutzobjekts                                |
| ------ | ----------------------------------- | ---------------- | ----------- | ------------------- | ------------------------------------------------------------------- |
| PN_001 | Mali Pashtrik dhe Liqeni i Vërmicës | Prizren, Gjakova | 5934        | 2015                | Park mit schützenswerter Natur, Geomorphologie, Gewässer und Kultur |

| Nummer | Name               | Gemeinde | Fläche (ha) | Jahr der Ausweisung | Kurze Beschreibung des Schutzobjekts |
| ------ | ------------------ | -------- | ----------- | ------------------- | ------------------------------------ |
| PM_001 | Shkugëza           | Gjakova  | 0070        | 2011                | Region mit reicher Flora             |
| PM_002 | Kiefer von Deçanit | Deçan    | 0015        | 1969                | Region mit reicher Flora (Kiefern)   |
| PM_003 | Kiefern in Strazha | Kaçanik  | 0025        | 2015                | Region mit reicher Flora (Kiefern)   |
| PM_004 | Kiefern in Shtime  | Shtime   | 0025        | 2015                | Region mit reicher Flora (Kiefern)   |
| PM_005 | Gërmia             | Pristina | 2302        | 1987                | Park                                 |

| Nummer  | Name              | Gemeinde                        | Fläche (ha) | Jahr der Ausweisung | Kurze Beschreibung des Schutzobjekts |
| ------- | ----------------- | ------------------------------- | ----------- | ------------------- | ------------------------------------ |
| ZVM_001 | Vogelschutzgebiet | Fushë Kosova, Gračanica, Lipjan | 109,5       | 2014                |                                      |